# Mistrzostwa Europy w Lekkoatletyce 1962 – rzut oszczepem kobiet

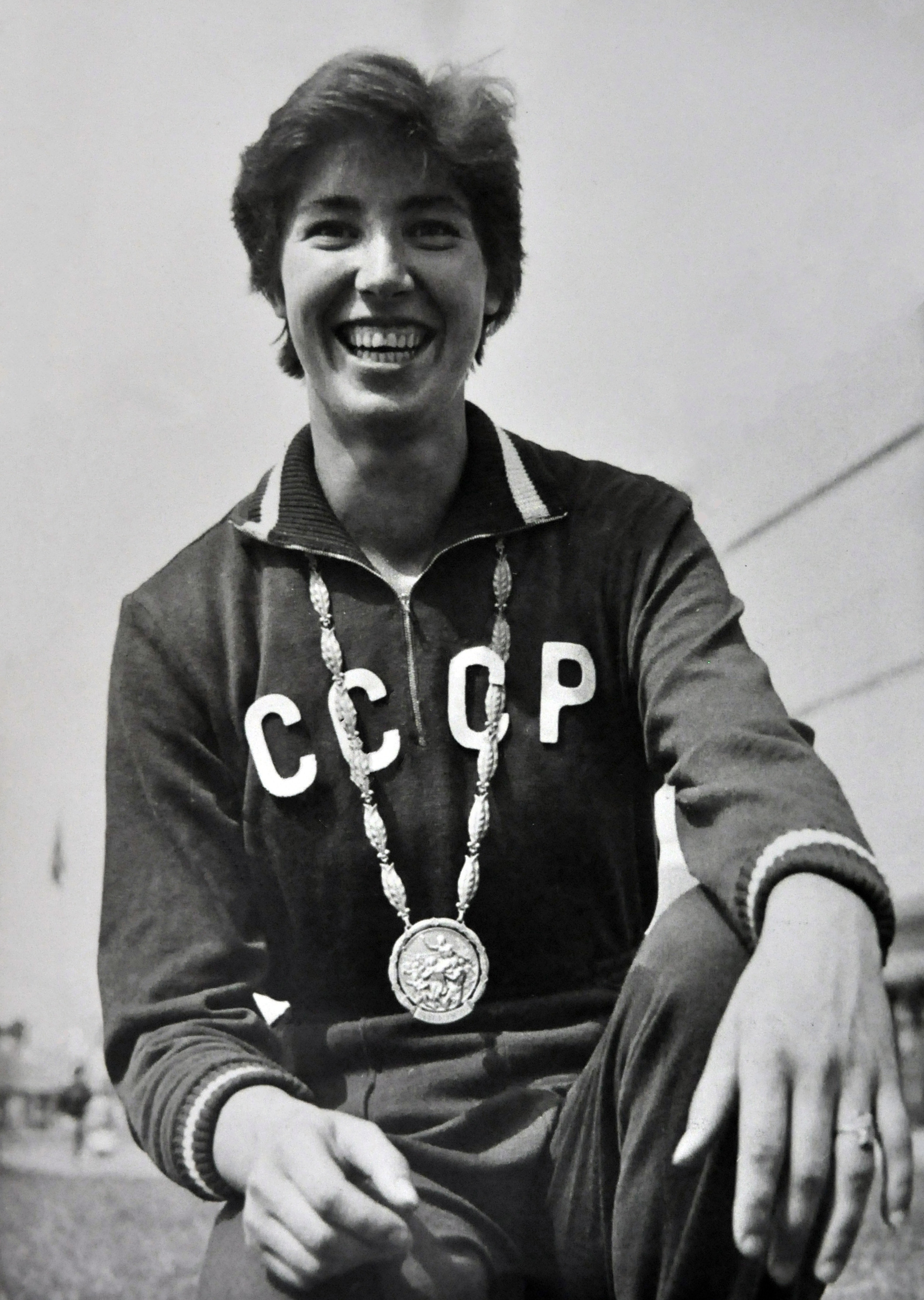
Elvīra Ozoliņa

Rzut oszczepem kobiet był jedną z konkurencji rozgrywanych podczas VII Mistrzostw Europy w Belgradzie. Kwalifikacje zostały rozegrane 13 września, a finał 14 września 1962. Zwyciężczynią tej konkurencji została reprezentantka ZSRR Elvīra Ozoliņa, rekordzistka świata. W rywalizacji wzięło udział czternaście zawodniczek z dziesięciu reprezentacji.

## Rekordy
| Rekord świata     | Elvīra Ozoliņa (SUN) | 59,55 | Bukareszt, Rumunia | 04.06.1960 |
| Rekord Europy     | Elvīra Ozoliņa (SUN) | 59,55 | Bukareszt, Rumunia | 04.06.1960 |
| Rekord mistrzostw | Dana Zátopková (CSK) | 56,02 | Sztokholm, Szwecja | 22.08.1958 |

## Wyniki

### Kwalifikacje
| Miejsce | Zawodniczka         | Wynik | Uwagi |
| ------- | ------------------- | ----- | ----- |
| 1       | Elvīra Ozoliņa      | 51,60 | Q     |
| 2       | Anneliese Gerhards  | 51,15 | Q     |
| 3       | Maria Diaconescu    | 50,93 | Q     |
| 4       | Alewtina Szastitko  | 50,55 | Q     |
| 5       | Márta Antál         | 50,50 | Q     |
| 6       | Ingeborg Schwalbe   | 49,96 | Q     |
| 7       | Marion Gräfe        | 49,22 | Q     |
| 8       | Erika Strasser      | 47,68 | Q     |
| 9       | Jelena Gorczakowa   | 47,48 | Q     |
| 10      | Marijeta Kačić      | 46,63 | Q     |
| 11      | Sirpa Toivola       | 46,45 | Q     |
| 12      | Margarita Bałtakowa | 45,17 | Q     |
| 13      | Vlasta Hrbková      | 44,28 |       |
| 14      | Sue Platt           | 44,17 |       |

### Finał
| Miejsce | Zawodniczka         | Wynik |
| ------- | ------------------- | ----- |
| 1       | Elvīra Ozoliņa      | 54,93 |
| 2       | Maria Diaconescu    | 52,10 |
| 3       | Alewtina Szastitko  | 51,80 |
| 4       | Anneliese Gerhards  | 50,92 |
| 5       | Márta Antál         | 49,91 |
| 6       | Erika Strasser      | 49,90 |
| 7       | Ingeborg Schwalbe   | 48,55 |
| 8       | Jelena Gorczakowa   | 46,74 |
| 9       | Marijeta Kačić      | 46,29 |
| 10      | Marion Gräfe        | 46,28 |
| 11      | Margarita Bałtakowa | 44,58 |
| 12      | Sirpa Toivola       | 44,56 |